# Visoka zdravstvena šola v Sarajevu
Visoka zdravstvena šola (izvirno bosansko Visoka zdravstvena škola u Sarajevu), s sedežem v Sarajevu, je visoka šola, ki je članica Univerze v Sarajevu.